# Kitty Kelly
Kitty Kelly, nata Sue O'Neil (New York, 27 aprile 1902 – Hollywood, 29 settembre 1968), è stata un'attrice statunitense.

## Biografia
Negli anni venti fu un'attrice di rivista e fu ospite dei programmi radiofonici della Columbia Broadcasting. Approdò al cinema negli anni trenta, apparendo per trent'anni in una cinquantina di film senza però mai ottenere parti importanti. Recitò anche in popolari serie televisive, come Bonanza, Alfred Hitchcock presenta e Perry Mason.
Morì di cancro nel 1968 e fu sepolta nel San Fernando Mission Cemetery.

## Filmografia parziale
- La nuit est à nous (1930)
- The Girl in 419 (1933)
- Too Much Harmony (1933)
- Porte chiuse (1934)
- The Man Behind the Mask (1936)
- La danzatrice di Singapore (1940)
- The Mad Doctor (1941)
- La porta d'oro (1941)
- I tre furfanti (1942)
- Il disertore (1942)
- Sorelle in armi (1943)
- I forzati del mare (1946)
- L'uomo della legge (1957)
- Salvate la Terra! (1958)
- Bonanza - serie TV, episodio 5x09 (1963)
- L'ora della furia (1968)